# Arroio dos Ratos
Arroio dos Ratos este un oraș în Rio Grande do Sul (RS), Brazilia. 